# Mangatewai (rivière)
La rivière Mangatewai  (en anglais : Mangatewai River) est un cours d’eau de la région de Manawatu-Wanganui de l’île du Nord de la Nouvelle-Zélande.

## Géographie
Elle s’écoule vers l’est à partir de sa source dans la chaîne des Ruahine pour atteindre la rivière Tukipo (elle-même affluent du fleuve Tukituki) situé à 5 km au nord de la ville de Takapau.
La rivière Mangatewai ne doit pas être confondue avec sa voisine située plus au Sud : la rivière  Mangatewainui.